# Підставки (Роменський район)
Пі́дставки — село в Україні, у Роменському районі Сумської області. Населення становить 556 осіб. Входить до складу Синівської сільської громади.
Після ліквідації Липоводолинського району 19 липня 2020 року село увійшло до Роменського району.
Засноване в 1649 році.

## Географія
Село Підставки розташоване на правому березі річки Грунь, вище за течією на відстані 2 км розташоване село Синівка, нижче за течією на відстані 0.5 км розташоване село Слобідка.
У селі річка Пробужка, Куличиха впадають у Грунь.
Через село пролягає автомобільний шлях Т 1913.

## Назва
Вперше село Підставки згадується на карті французького інженера і географа Гійома Левассера де Боплана, який у період з 1630 по 1647 р. знаходився на службі у польського короля і склав карту України. На його карті позначено на річці Гроні Великі (нині Грунь) поселення Тліпочака. Так спочатку називалося село Підставки. Топонім «Тліпочака», напевно, тюркського походження і в перекладі означає: різати ножем скалки для розпалювання вогню (тлі — скалки, почак — ніж). Мабуть тут спочатку жили севруки і дали таку назву своєму поселенню. Але ця назва пізніше не прижилася. Лише назва «сивир», можливо, нагадує нам про цих жителів — мисливців тюркського походження. Пізніше тут поселилися козаки з Наддніпрянщини і Поділля, які і дали поселенню іншу назву — Підставки. Отже, село виникло в першій половині XVII століття (десь близько 1639 року).

## Символіка села
25 липня 1997 року виконавчий комітет Підставської сільської Ради затвердив герб села Підставки (автор — Петро Васильович Яковенко, художник — заслужений художник України Леонід Федорович Толстов) Герб Підставок: у золотому полі в центрі розміщено три дуби, які ростуть в селі, їхній вік сягає 400 років. У верхній частині герба — на блакитному тлі зображено гніздо, в якому стоять два лелеки — символи сімейного щастя, ці птахи з давніх-давен селились тут. У нижній частині герба на червоному тлі зображена срібна козацька шабля, як символ того, що село було засноване козаками. Бойову атрибутику супроводжують дві срібні шестипроменеві зірки. Вважається, що зірки визначають долю, охороняють козака в походах, битвах, дарують успіх. Прагнення сімейного щастя, довголіття, міцності, добробуту, миру та надії на заступництво зірок засвідчує герб села Підставки.

## Історія
Село Підставки засноване в 1649 році.
У XVI—XVII століттях Сула, Хорол, Псел та їхні притоки були досить багатоводними річками, береги яких були вкриті густими дубовими, липовими та вільховими лісами. Вихідці з-за Дніпра вирубували ліси і серед них з'являлись «січі». На цих січах виникали хутори. Правобережне населення втікало на лівий берег Дніпра, рятуючись спочатку від татарських набігів і розорень, а потім і від польського гніту. Найгустіше були заселені землі на берегах рік Сули і Хоролу. Основним заняттям переселенців було рільництво. Також успішно розвивалося мисливство, рибальство та інші промисли, пов'язані з так званим уходництвом — сезонним переселенням мешканців Правобережжя на вільні лівобережні землі. Товарний характер мали такі промисли як виробництво поташу і селітри.
Територія між Хоролом і Пслом в першій чверті XVII століття була майже виключно в королівському володінні. Округ чи «тракт» гадяцький у верхній течії Псла з притоками ще залишався незаселеним, хоча сам Гадяч згадується ще в кінці XVI століття. Тут у 1622 році була лише нова слобода «на царском городище с 10 домами» на річці Псел. Привілеєм адміністрації польського короля Владислава IV були визначені «урочища» для заселення: Гадяч, Кам'яне, Сари, Рашівка, Лютенька, Зіньків, Глинськ. Всі ці урочища починають заселятися тільки в 1636 році, а слідом за ними виникають інші поселення. Десь в цей період виникають і Підставки (1639 р.). Правобережні переселенці зайняли величезні території Полтавщини на схід від річки Сули, по вододілах Сула — Псел — Ворскла.
Розселившись у цьому районі, козацькі полки (Полтавський і Миргородський) включили у свій склад багато переселенців з Правобережжя, головним чином другої чверті XVII століття. В цей період, після смерті гетьмана Петра Сагайдачного (1622), правобережне козацтво ополчилося проти польського гніту, відбувається ряд козацьких повстань: Марка Жмайла (1625), Тараса Федоровича (Трясила) (1630), Павлюка (1637), Якова Острянина і Дмитра Гуні (1638). Повстання закінчилися тяжкою поразкою козаків. Ось тоді і почалося масове переселення правобережного населення на Лівобережжя, особливо на незаселену територію між Сулою і Пслом. На кінець першої чверті XVII століття наш край входив до складу Переяславського староства Київського воєводства. За переказами старожилів, першими поселенцями в селі були козаки. Першим тут оселився у західній частині села козак Близнюк (район Майдан — Ковалівка). Потім поселилися козаки Яковенко (на Сивирі), Кузьменко, Скорик. Всі ці родини були вільними людьми — козаками славного війська Запорізького. Розселившись по території села, вони плавали в гості один до одного човнами. Тоді глибоководна Пробужка розділяла село на дві частини, впадаючи у річку Грунь. Річка Грунь тече з північного сходу на південний захід. А зі сходу — в Грунь впадає річка Куличиха. З віками ландшафт в селі змінився, річка Пробужка замулилася, і важко повірити, що колись в гості підставці плавали на човнах.
У 1700 році розпочинається Північна війна між Швецією та Московським царством. У війні брали участь і козаки Гадяцького полку. Саме до Гадяцького полку за часів Гетьманщини входило наше село Підставки. Відомо, що полк складався з 12 — 15 сотень, до кожної з яких входило від 200 до 600 козаків. Село Підставки входило у другу полкову сотню Гадяцького полку разом з козаками сіл Красна Лука, Римарівка, Максимівка, Сватки, Бірки, Синівка, Подільки та Капустинці. В 1696 році козаки Гадяцького полку брали участь у штурмі Азова.
З подіями Північної війни пов'язана й історія села Підставки. Одна з легенд розповідає, що тут побував цар Петро І і відпочивав під одним із дубів. Можливо, що в кінці листопада — в першій половині грудня 1708 року Петро І і побував у селі. Він декілька разів наближався до Гадяча на розвідку, багато разів був у Веприку. Не виключена можливість, що він по дорозі на Гадяч, або від нього, міг бути у селі Підставки. По річці Хорол (Липова Долина, Русанівка, Лучка) — були шведи, а по Пслу (Лебедин, Кам'яне) — російські війська. Річка Грунь була посередині між ними і займала важливе стратегічне значення. Сюди, на Грунь, намагалися проникнути як російські, так і шведські війська. Мабуть, в селі і відбулася одна із битв між російськими і шведськими військами. Ще й до цього часу збереглися два кургани — мовчазні свідки тих подій. Старожили називають їх «шведськими могилами». Курганів було чотири, але до наших днів збереглося два, один з яких розорюється, бо є частиною поля. Знаходяться вони у південно-західній частині села за кладовищем. Можливо, у селі були війська російського царя, де їх обігріли, нагодували, змінили коней. Підстава — місце, де змінювали зморених коней. Ось звідси і назва села.
Козаки Гадяцького полку брали участь у Полтавській битві 1709 року. Село Підставки здавна було до замку гадяцького належне, а в 1710 році від гетьмана Скоропадського — Іванові Пирятинському, сотникові Гадяцького полку, а пізніше — наказному полковнику, «надано до ласки військової». В 1716 році згадуються Олешка і Федір Шимченкові, рідні брати козаки підставські при греблі Куличихи з гаєм і сінокісним болотом, з лозами і лукою, у Ляшка куплені Іваном Чарнишем. Там же двір з дубровою, з побудовою церкви, і двір зі ставом, греблею, млином, броварнею та іншими забудовами на купленій землі. Тут же і Слобідка заселена і ліс Матвіївський над нею. Так виглядало село Підставки на початку XVIII століття.
У 1760-ті роки селом володіли: нащадки Івана Пирятинського, Іван Велецький та Ставицькі. У 1775 році на Лівобережній Україні було ліквідовано полковий устрій. У 1781 році перестав існувати Гадяцький полк. 16 вересня 1781 року утворено гадяцький повіт — адміністративно-територіальну одиницю у складі Чернігівського намісництва. Намісництво поділялося на 11 повітів, в тому числі Гадяцький, Роменський та інші. У 1791 році Гадяцький повіт було включено до Київського намісництва, а 30 листопада 1797 року — до Малоросійської губернії. Повіт у свою чергу поділявся на волості. Село Підставки входило до Бірківської волості з волосним центром в селі Бірки (нині село Бірки Гадяцького району). У 1800 році в селі Підставки 785 душ чоловічої статі, які сплачували податки, а також згадується хутір Пробужка, де було 8 душ чоловічої статі, що сплачували податки. Жіноче населення не враховувалося. Обмеженість цих даних не дає змоги встановити скільки всього жителів проживало в селі. На початку XIX століття була проведена адміністративно-територіальна реформа.
Наказом Сенату від 27 лютого 1802 року Малоросійська губернія була ліквідована і натомість створені Полтавська і Чернігівська губернії. Гадяцький повіт увійшов до складу Полтавської губернії. В 1803 році в Полтавській губернії нараховувалось 15 повітів. У 1859 році в Підставках нараховувалось 291 двір і проживало 2385 жителів. В селі було 2 заводи. Один із них селітряний, а відносно другого є кілька припущень. Одні старожили вважають, що був цукровий, а патоку возили 40-а відерними бочками в Гадяч; інші вважають, що другий завод був цегельний. На майдані була зборня — приміщення, де тимчасово утримували різних злочинців: політичних та ін. В селі був ще стражник. По річці Пробужка, у 1859 році було 11 поселень, без села Підставки, в яких проживало 839 жителів і було 91 двір. Так, на хуторі Пробужка було 14 дворів і проживало 120 жителів. Село Підставки разом з хуторами входило до Бірківської волості.

### Новітній період
Село Підставки входило у Бірківську волость. Першим головою Бірківського волосного виконавчого комітету був житель села Підставки, Олещенко Іван Микитович, який пізніше з 1923 по 1926 роки працював першим секретарем Синівського райкому партії більшовиків. Волвиконком припинив свою діяльність в 1923 році у зв'язку з ліквідацією волостей як адміністративно-територіальних одиниць.
У 1922 році в селі було організовано комітет незаможних селян. Він провів деяку роботу в справі матеріальної допомоги селянам хлібом, дровами. Деякий вплив на свідомість селян мало виробниче товариство, яке мало у своєму користуванні прості сільськогосподарські машини та різну худобу. Пізніше сільськогосподарські машини і худоба були передані у ТСОЗ (товариство по спільному обробітку землі).
У першій половині 20-х років на базі цеймернівської економії в селі Великий Ліс діє комуна. У 1924 році підставчани вперше побачили трактор, який вів з Гадяча у комуну «Червоний незаможник» хутора Дрюків підставчанин Яковенко Степан Тихонович. Комуни виявились малоефективними і були розпущені.
7 березня 1923 року поділ на повіти і волості було скасовано і замість них на території Полтавщини створено 7 округів і 89 районів. Територія краю увійшла в Роменський округ. У цей округ входило 14 районів: Бірківський, Липово-Долинський, Капустинський та інші. Село Підставки увійшло в Бірківський район з центром в селі Бірки. 13 березня 1925 року райцентр Біркінського району перенесено в село Синівку, а район перейменовано в Синівський. Після ліквідації волостей і утворення районів у 1923 році в селі було утворено Підставську сільську раду. Першим її головою був Стешенко Микола Павлович.
1925 року в селі було створено комсомольський осередок, до якого входили Вандик Петро, Пось Юхим Гордійович, Троян Григорій Кирилович та інші. У другій половині 20-х років в селі створюється супряга, в яку спочатку входило 12 дворів.
У кінці 20-х років розпочинається насильницький рух за колективізацію. Жителі села не дуже хотіли йти в колгоспи. Тиск на них був надзвичайний. У 1929 році утворюється ТСОЗ «Пролетарь». Його головою був Левченко Степан Григорович.
У 1929—1930 році в селі утворюється 4 колективних господарства: «Червона п'ятирічка» (голова — Куць Іван Тихонович, вбитий у 1932 році); потім головою був обраний Пономаренко Іван Антонович; «Сільськогосподарський пролетар» (голова — Левченко Степан Григорович); «Червона Пробужка» (голова — Близнюк Максим Микитович) «Реконструктор» (голова — Даниленко Федір). «Допомогу» в колективізації села надавав комуніст двадцятип'ятитисячник Поліщук.
Були в селі такі люди, які не хотіли йти в колгоспи. Вони мали трохи землі, реманент, успішно вели господарство. Не бачили вони перспектив розвитку колгоспів, тому і не хотіли вступати до них. Радянська влада таких людей у кінці 20-х на початку 30-х років «розкуркулювала». Серед них: підставчани Пось Андріян Григорович, Кулибаба Корній, Назаренко Потап, Близнюк Андрій, Назаренко Григорій, Кононенко, Голінько (Сонько) та інші. Це були спеціалісти сільського господарства. Радянська влада знищила цих людей, відправивши їх на Соловки та інші місця ГУЛАГу (Головне управління таборів).
У 20-і роки розпочалася робота щодо ліквідації неписьменності та малограмотності. Велика заслуга в проведенні цієї роботи належала вчительці школи Печериці Химі Сергіївні. У 1933 році в селі було відкрито семирічну школу, директором якої був Решітник Іван.
У 1932 році було проведено укрупнення колгоспів. До колгоспу «Червона п'ятирічка» було приєднано «Реконструктор», до «Сільськогосподарського пролетаря» — «Червону Пробужку». Таким чином, у селі стало два колгоспи — «Червона п'ятирічка» і «Сільськогосподарський пролетар».
Сталінський геноцид 1932—1933 років не минув і наш край. У жителів села забирали все до останньої крихти хліба. Від голоду загинула четверта частина жителів села. Так сталінський режим «віддячив» селянам за непокору та небажання вступити до колгоспів. Хвиля репресій 30-х років досягла і Підставок. У другій половині 30-х років у селі були репресовані по статті 58 як «вороги народу» — Савченко Василь Микитович, Гаркавенко Михайло Федорович — коваль, Боровик Іван Семенович — секретар сільської ради, Зеленський Іван Якович — червоноармієць. Насправді ці люди ніякими «ворогами народу» не були. Це були найкращі люди і гордість села Підставки. Кількість встановлених жертв — 120 людей.
13 червня 1930 року Роменський округ було розформовано. Територія краю увійшла до Харківської області. 22 вересня 1937 року була утворена Полтавська область з 45 районами. До неї увійшов Синівський район. 10 січня 1939 року була утворена Сумська область, до якої від Полтавської області відійшли Липоводолинський та Синівський райони.
У 1936 році в селі була знищена духовна скарбниця підставчан — Хрестовоздвиженська церква. На ній було 12 дзвонів. «Малиновий дзвін» було чути на декілька верст. Приїхали уповноважені з міста Гадяч. Спочатку почали знімати дзвони. Впав найбільший дзвін, вагою 105 пудів. Ледве видно було його з землі. Потім познімали й інші дзвони. Все вивезли до Гадяча. Матеріал з церкви використали для побудови районного клубу в селі Синівка. Останнім священиком у Хрестовоздвиженській церкві села Підставки був Токаревський.
У 1930—1941 роках у селі побудовано 6 тваринницьких приміщень, склад для зберігання зерна, придбано нескладну сільськогосподарську техніку.
У 1939—1941 роки з Пробужки і Димиду були переселені в село всі жителі, хто там проживав. Така була політика Радянської влади.
Не оминула трагедія ІІ світової війни і село Підставки. Настав 1941 рік. Майже всі чоловіки, здатні носити зброю в руках, були мобілізовані до Червоної Армії на фронт. Жителі села, підлітки і люди похилого віку, з напруженням сил збирали врожай. Під загрозою німецької окупації на схід було евакуйовано худобу, інше майно. 19-20 вересня 1941 року через південну частину Роменського та Липоводолинського районів з оточення вийшло управління 21-ї армії Червоної Армії (командувач генерал-полковник Я. Т. Черевиченко), якому відразу ж були підпорядковані 2-й кавалерійський корпус, 1-а гвардійська стрілецька дивізія та 1-а танкова бригада. Ці війська вели «оборону» Липоводолинського району у вересні 1941 року. 27 вересня 1941 року німці захопили село Підставки. Вони відбирали худобу, хліб, чинили звірства і насильства (так само, як перед тим це робили комуністи). З села на примусові роботи до Німеччини було вивезено більше сотні молодих людей, в основному дівчат, віком від 15 до 25 років. В ніч з 6 на 7 жовтня 1941 року в селі загинув лейтенант Червоної Армії Уроусов Михайло Макарович. Він проводив розвідку, але його помітили гітлерівці. У перестрілці був смертельно поранений. Для підпільної роботи в тилу німців були залишені жителі села: Новак Іван Пилипович, Яковенко Іван Тихонович, Пось Григорій Гордійович, Кучерявенко Василь Іванович, Киричко Кузьма Йосипович. Майже всі з них були схоплені гітлерівцями і розстріляні. Особливо знущалися над Новак Іваном Пилиповичем, якого босим взимку 1942 року водили по селу, а потім, після допитів, розстріляли в селі Синівка. 25 лютого 1943 року війська 40-ї армії (командувач генерал-лейтенант К. С. Москаленко), 100-а стрілецька дивізія, переслідуючи противника, повернула на своїх багнетах окупаційну радянську владу на українські землі, зокрема в села Синівка, Підставки, Бірки. Але вже 1 березня, у зв'язку з наступом противника на харківському напрямку, радянські війська відступили з території району і відійшли на схід. Лінія фронту, що стабілізувалася на сході, стала частиною Курської дуги. Після Курської битви почалося відновлення радянської окупації на території краю. Воїни 38-ї армії 237 стрілецької дивізії Червоної Армії з частинами 2-го танкового корпусу 9 вересня 1943 року знову окупували Підставки. Один людиноненависницький тоталітарний окупаційний режим було скинуто, повернувся інший. Відступаючи, німці спалили в селі декілька хат. При захопленні села загинуло 18 воїнів Червоної Армії, їх було поховано в різних місцях. В 1948 році прах полеглих воїнів було перезахоронено у братській могилі біля будинку культури. До 1962 року на братській могилі стояв цегляний оцементований обеліск. До 9 травня 1963 року на могилі було встановлено залізобетонний пам'ятник — скульптура воїна, виготовлений Київськими художніми майстернями. На плиті братської могили напис: «Тут похоронені воїни Радянської Армії, які загинули смертю хоробрих в боях за Батьківщину».
Німці пограбували колгоспи села. Значна частина громадських будівель була спалена, поголів'я худоби на фермах було ліквідовано. Після розгрому німців колгоспникам села Підставки довелося відбудовувати колгоспне господарство, створювати ферми, тракторний та машинний парки. Роботи на полях проводились переважно вручну живим тяглом. Всі колгоспники, в яких були корови, використовували їх на польових роботах. Основні роботи в колгоспі виконували жінки, старики, підлітки.
Розвиток колгоспів проходив повільно. Колгоспи не забезпечували виробництва потрібної кількості сільськогосподарської продукції. Структура посівних площ не відповідала вимогам життя. До 1950 року в селі було два колгоспи: «Червона п'ятирічка» (Сивир, Піски) та імені Сталіна (Майдан, Новоселівка). У 1950 році вони об'єднуються в один колгосп імені Сталіна. У серпні 1950 року до нього приєднується колгосп імені Калініна села Слобідки.
У 1957 році у зв'язку з 40-річчям Жовтневого заколоту колгосп імені Сталіна було перейменовано у колгосп «Великий Жовтень». З січня 1960 року до нього приєднався колгосп «Новий шлях» села Мельникове. В колгоспі стало 3 бригади. Значних успіхів досягнув колгосп коли головою правління був Олександр Васильович Климов (1960—1967 роки). На початку 60-х років відкрито швейну майстерню, побудовано баню, магазин в центрі села, цегляні нові корівники, зерносховище на току. У 1963 році на території колгоспу нараховувалось 509 індивідуальних господарств із загальною кількістю населення 1671 жителів. Всього працездатних, які брали участь у колгоспному виробництві — 484 особи. Кількість робітників, службовців та інтелігенції — 181 особа. У 1963 році у колгоспі було 17 тракторів, 4 зернових комбайни, 3 бурякозбиральних комбайни, 3 кукурудзозбиральних комбайни, 11 автомашин. У колгоспі працювало 5 агрономів, 3 зоотехніки, 42 механізатори, трактористи водії та комбайнери.
У 1969 році був побудований тракторний табір, магазин у селі Слобідка. За 1969 рік по колгоспу «Великий Жовтень» було вироблено на 100 га сільськогосподарських угідь 441 ц. молока, 68 ц. м'яса. Надоєно молока на 1 корову 2555 л.
У 1976 році колгосп «Великий Жовтень» об'єднали з колгоспом імені Леніна села Синівка. Центр колгоспу перемістився в Синівку. Село Підставки стало другорядним. За цей період (з 1976 до 1984 рр.) в селі майже нічого не будували. Підставки занепадали і ледве не стали не перспективними.

### Сьогодення
Новий період у розвитку села і колгоспу розпочався з 16 лютого 1984 року, коли колгосп роз'єднався з колгоспом імені Леніна. Знову став колгосп «Великий Жовтень». Головою колгоспу був обраний Олещенко Михайло Іванович, який займав цю посаду до 2000 року, до ліквідації КСП, що є рекордом села. Ніхто в селі так довго не очолював колгосп. За період його правління в селі побудовано більше 10 житлових будинків, асфальтна дорога в центрі села до с. Слобідка та до другої бригади. У 1986 році побудована асфальтна дорога в с. Мельникове. У 1989 році побудована Підставська неповна середня школа І-II ступенів.
У квітні 2000 року КСП «Великий Жовтень» було ліквідоване. Земля розпайована. Створено кооператив «Підставський», який також розпався. Техніка за борги перед інвестором була здана на металобрухт, а те що залишилось було розтягнуто по руках. МТФ № 1 зруйновано.
До 2018 року орган місцевого самоврядування— Підставська сільська рада.

## Економіка
- «Підставки», ТОВ.

## Соціальна сфера
- Школа.

## Пам'ятки

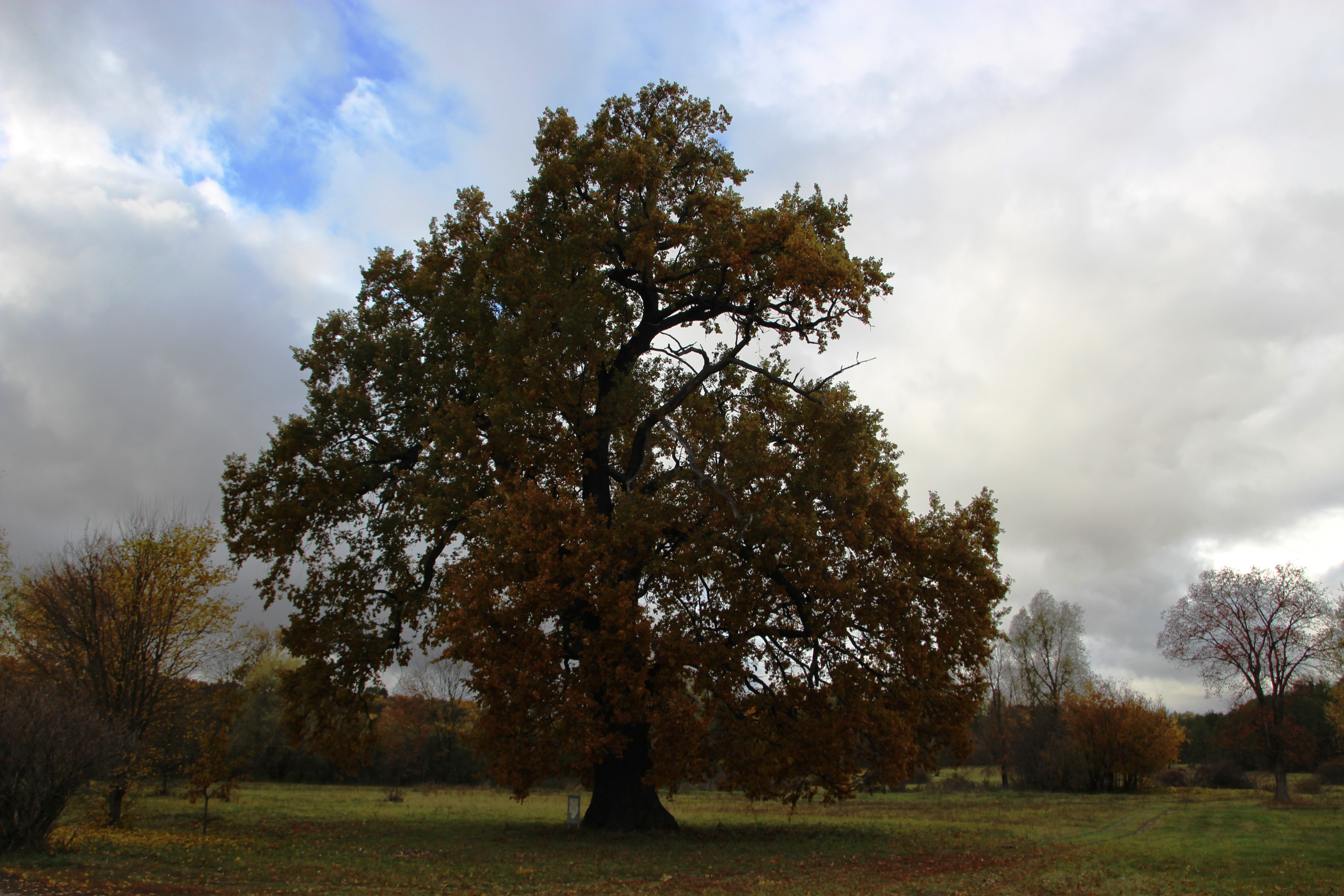

- У селі росте дуб, якому майже 300 років, висота 30 м, діаметр стовбура 110 см, діаметр крони — 30 м. Дуб має статус пам'ятки природи. (Див. також «Дуб в с. Підставки» і «Цар-дуб»).

## Відомі люди
Тут народилися:
- Авраменко Петро Микитович (1915–2003) — учасник Другої світової війни, Герой Радянського Союзу
- Близнюк Анатолій Михайлович — педагог, журналіст, публіцист.
- Близнюк Павло Степанович (1876 — 1932)  — учасник Російсько-японської війни, служив на канонерському човні «Кореєць», кавалер Георгіївського хреста
- Бем(а) Роман Дорофійович (1874 — 1933)  — учасник Першої світової війни, кучер Графа Капніста, працював кучером на фаетоні.
- Данилевський Микола Степанович (1892—1920) — радянський діяч.